# Howard Berman
Howard Lawrence Berman (Los Ángeles, 15 de abril de 1941) es un político estadounidense.

## Biografía
Ya desde su época escolar sintió vocación por la política. Estudia en la Universidad de California en Los Ángeles, graduándose de abogado en 1965. Trabajó en un bufete de abogados californiano, especializado en relaciones laborales.
Afiliado al Partido Demócrata de los Estados Unidos, en 1973 fue elegido a la California State Assembly. Entre 1983 y 2012 fue Representante por el distrito 26º (después el 28º) de California ante el Congreso de los Estados Unidos. Desde 2007 preside el House Committee on Foreign Affairs y también integra el House Committee on the Judiciary.
También fue delegado ante la Convención Nacional Demócrata en 1968, 1976 y 1984.
En las elecciones parlamentarias de noviembre de 2012 fue derrotado por su correligionario Brad Sherman.

## Actualidad
Berman es mencionado como posible candidato a reemplazar a Hillary Rodham Clinton al frente de la Secretaría de Estado.